# Miara łukowa kąta
Uzasadnienie: praktycznie identyczne tematy, o czym świadczą inne wersje językowe Wikipedii

Miara łukowa kąta – liczba wynikająca ze stosunku długości łuku okręgu opartego na tym kącie do długości promienia okręgu
{\displaystyle \alpha ={\frac {l}{r}},}
gdzie:
{\displaystyle \alpha } – rozpatrywany kąt,
{\displaystyle l} – długość łuku okręgu,
{\displaystyle r} – promień okręgu, którego wycinkiem jest łuk.
Wartości (liczby) miary łukowej kąta są wartościami niemianowanymi, gdyż wyrażają  wartość opisanego stosunku.   
{\displaystyle \left[{\frac {m}{m}}\right]=[.]}

## Przybliżone wartości małych kątów
Miara łukowa kąta jest wygodna dla bardzo małych kątów ze względu na własności funkcji trygonometrycznych. Do wyrażenia przybliżonych wartości małych kątów  używane są wzory: {\displaystyle \sin \alpha \approx \operatorname {tg} \alpha \approx \alpha .}
przy czym zależności te nie są prawdziwe dla kątów wyrażonych w innych miarach (z jednostkami). O precyzji takiego przybliżenia świadczą przykłady w tabelce:
| α (°) | α (rad)  | sin α    | tg α     |
| ----- | -------- | -------- | -------- |
| 40    | 0,698132 | 0,642788 | 0,748886 |
| 30    | 0,523599 | 0,500000 | 0,546302 |
| 20    | 0,349066 | 0,342020 | 0,356011 |
| 10    | 0,174533 | 0,173648 | 0,175415 |
| 5     | 0,087266 | 0,087156 | 0,087377 |
| 2     | 0,034907 | 0,034899 | 0,034914 |
| 1     | 0,017453 | 0,017452 | 0,017454 |

## Inne  miary  kąta
Kąt, traktowany jak inne wielkości fizyczne, mierzony jest miarami, które ustalają wartość kąta przy pomocy jednostki odpowiedniej dla danej miary (stopnia, grada, radiana, tysięcznej).
- stopień (minuta, sekunda, tercja, kwarta)
- grad (centygrad, myriograd)
- tysiączna (artyleryjska, Rimailho; z nadmiarem, niedomiarem).